# スピンコート

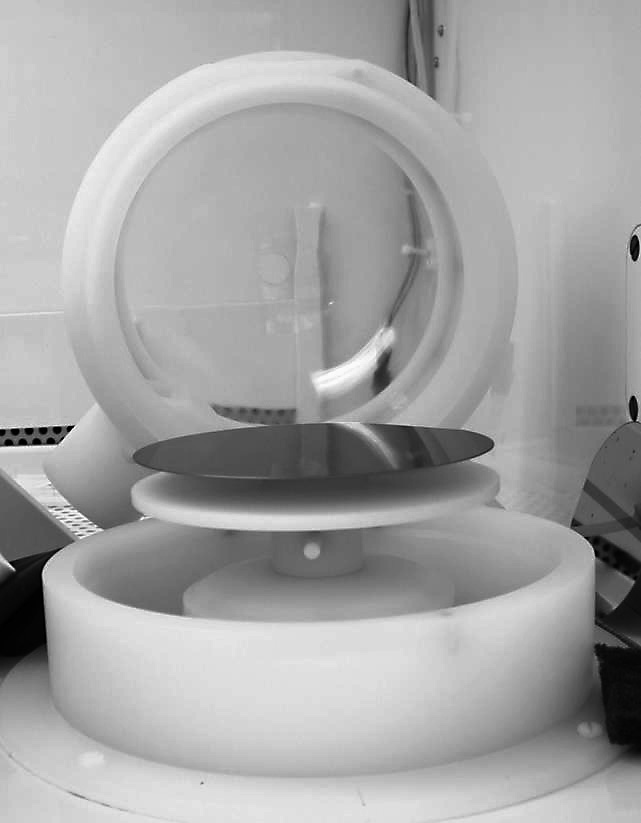
シリコンウェハの表面にフォトレジストを生成するために利用されているスピンコート装置（ローレル・テクノロジー社製）

スピンコート（Spin coating）とは平滑な基材を高速回転させる事により遠心力で薄膜を構成する工程である。装置の名称はスピンコーター、或いは単純にスピナーとも呼ばれる。
回転速度が速いほど、生成される薄膜は薄くなる。中心と周辺で膜厚を均質にする必要がある。
スピンコートは半導体製造工程に於いて広範囲に使用されている。また、DVD、Blu-ray Discなど一部のディスク媒体においても、記録面に有機色素の記録層や保護膜生成のために使われることが多い。高品質の薄膜を能率よく生成する手段としてこれに勝る手段は無い。厚さ10nm以下も可能である。フォトリソグラフィー工程で使用されるフォトレジストの厚みは約1μmである。
生物学においては、細胞培養用または顕微鏡用の基板 (スライドガラスやカバーガラスなど) への細胞の接着を高めるために使用される。

## スピンコートの工程

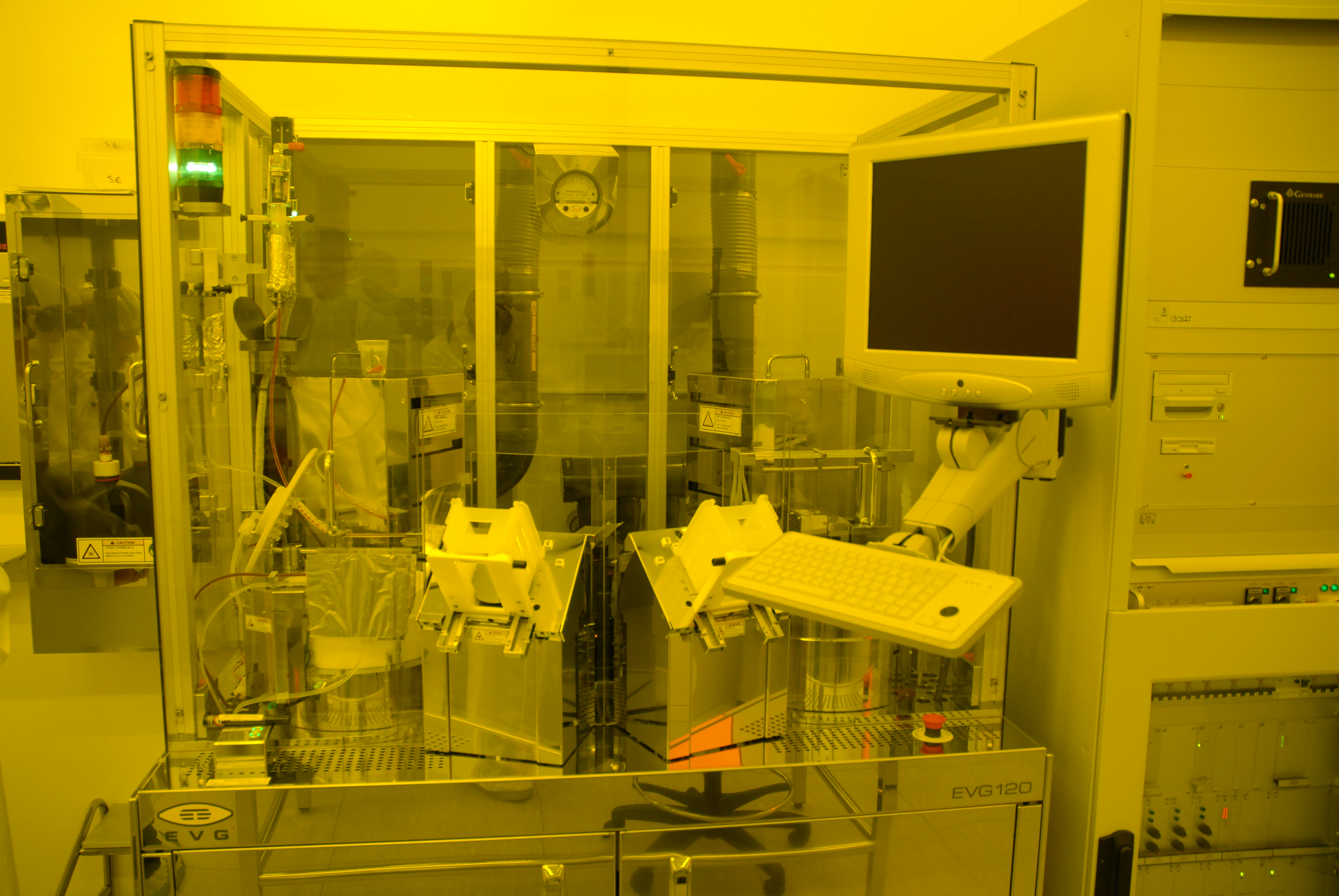
EVG 120 完全自動フォトレジスト塗布装置 フランスのトゥルーズにて

技術者により数え方が異なるかも知れないが、スピンコート工程は4段階に分けられる。
- ウェハー若しくは基材上に塗布液を供給する。 これはノズルから噴射する方法とたらす方法がある。
- 回転速度を高める。
- 液体を遠心力で除去する。
- 溶媒を蒸発させる。